# Amici, diem perdidi

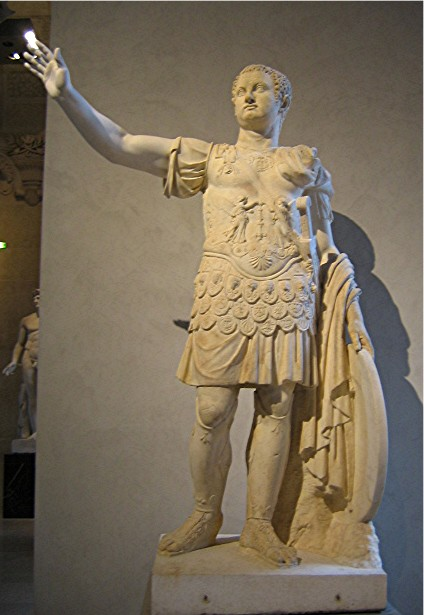
Император Тит, которому принадлежит изречение «Друзья мои, я потерял день!»

Amici, diem perdidi — латинское крылатое выражение. Изречение употребляют, говоря о напрасно потраченном времени, о дне, который не принёс ни радости, ни ожидаемых результатов, не был отдан полезному делу.
Согласно Светонию («Жизнь двенадцати цезарей», «Божественный Тит», 8), эти слова принадлежат Титу, который «отличался редкостной добротой». «Непременным правилом его было никакого просителя не отпускать, не обнадёжив; и когда домашние упрекали его, что он обещает больше, чем сможет выполнить, он ответил: „Никто не должен уходить печальным после разговора с императором“. А когда однажды за обедом он вспомнил, что за целый день никому не сделал хорошего, то произнёс свои знаменитые слова — Друзья мои, я потерял день!».

## Примеры
Катон сказал: «Пропал тот день, что без пользы прошёл». Но Траян (чуть ли не Тит) яснее: «О други! Погиб мой день — никому я не услужил».
Сковорода Г. С. укр. Вибрані твори: В 2 т.. — Дніпро. — К.:, 1972. — Т. 1. — С. 124.
Домой он возвращался мрачный и думал: «Amici, diem perdidi»
Подосинов А. В., Щавелева Н. И. Опыт практической латыни // Lingua Latina. Введение в латинский язык и античную культуру. — Прогресс. — М.:, 1994. — С. 178.